# Pheosia nigrescens
Pheosia nigrescens är en fjärilsart som beskrevs av Barend J. Lempke 1959. Pheosia nigrescens ingår i släktet Pheosia och familjen tandspinnare. Inga underarter finns listade i Catalogue of Life.